# Alt Camp
L'Alt Camp és una comarca de Catalunya al Camp de Tarragona. Limita al nord amb la comarca de la Conca de Barberà, al nord-est amb l'Anoia, a l'est i sud-est amb l'Alt Penedès i el Baix Penedès, al sud amb el Tarragonès i a l'oest i sud-oest amb el Baix Camp. La seva capital és Valls que és al centre de la comarca. És una de les tres comarques en què va quedar dividit el Camp de Tarragona en la divisió comarcal de 1936 proposada per Pau Vila.
Tanmateix l'actual comarca de l'Alt Camp no coincideix amb la definida per la Generalitat de Catalunya el 1936 i 1987. Una llei de gener de 1990 modificà els límits de diverses comarques entre les quals hi havia l'Alt Camp. Per aquesta llei, el municipi de Masllorenç se segregà de la comarca de l'Alt Camp i s'agregà a la comarca del Baix Penedès, i el municipi de Garidells se segrega de la comarca del Tarragonès i s'agregà a la comarca de l'Alt Camp. Es manté el nombre de vint-i-tres municipis, però es perd una superfície de 3,56 km² i una població de 117 habitants. L'Alt Camp tenia el 1990 una superfície de 544,69 km² i una població de 33.794 habitants, dels quals més de la meitat es concentraven a Valls.
L'Alt Camp és una concentració eminentment agrícola. La indústria és molt concentrada al voltant de Valls, reforçada per la proximitat del complex petroquímic del Tarragonès.

## Relleu

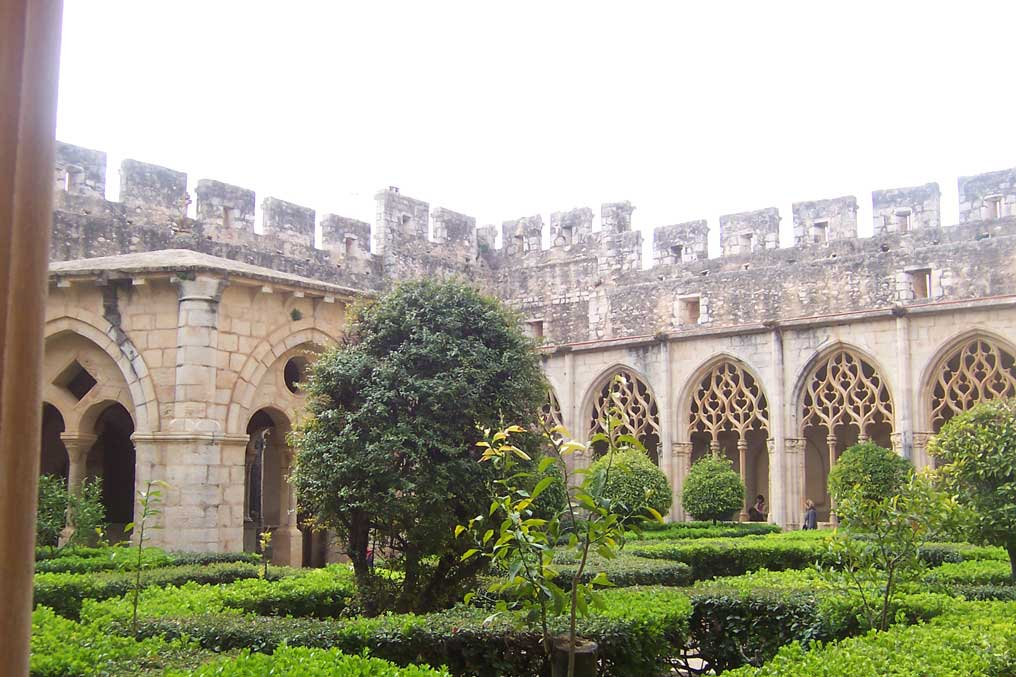
Claustre del monestir de Santes Creus (Aiguamúrcia)

L'Alt Camp comprèn dues grans unitats de relleu, evidenciades per la topografia: una plana, que és el sector septentrional de la depressió de Valls-Reus, inclosa dins de la Depressió Prelitoral, i un conjunt de serres pertanyents a la Serralada Prelitoral.
Per comprendre la formació del relleu de l'Alt Camp, hem d'imaginar-nos que la plana és un sector enfonsat amb relació a les muntanyes que la voregen. És com si un gran sector de la Serralada Prelitoral s'hagués trencat, i de mica en mica s'enfonsés. Per això es diu que és una depressió que és part de la Depressió Prelitoral. Aquest enfonsament tingué lloc fa milions d'anys. La prova és que al seu fons s'hi dipositaren calcàries i argiles del Miocè, que terraplenaven l'antic relleu. Per això ara la topografia del fons és plana. Sobre aquests materials miocens els rius Gaià i Francolí excavaren àmplies valls, sobre les quals dipositaren altres materials o al·luvions.
L'entorn de la depressió és com un amfiteatre, que tanca la comarca, excepte pel cantó meridional, cosa que permet la seva comunicació cap al Baix Camp i cap al Tarragonès. En conseqüència, resta oberta al mar. Les serres que l'envolten són la serra de la Mussara, del Pou, dels Motllats i de les serres de Prades (mola d'Estat, 1.126 m) per l'oest. Les serres de l'Ermita, de Miramar (tossal Gros, 867 msnm). del El Cogulló (el Cogulló, 881 m) i de Comaverd són al nord. La serra d'Ancosa (les Solanes, 914 m) i el Montmell són a l'est.
En aquestes serres dominen els materials triàsics amb gresos vermells i calcàries grises blanquinoses, que donen lloc a cingles amb fort contrast cromàtic. Al sector oriental dominen les calcàries i margues. A l'extrem nord-oest, al sector de les muntanyes de Prades, hi ha una àrea amb granits i pissarres.

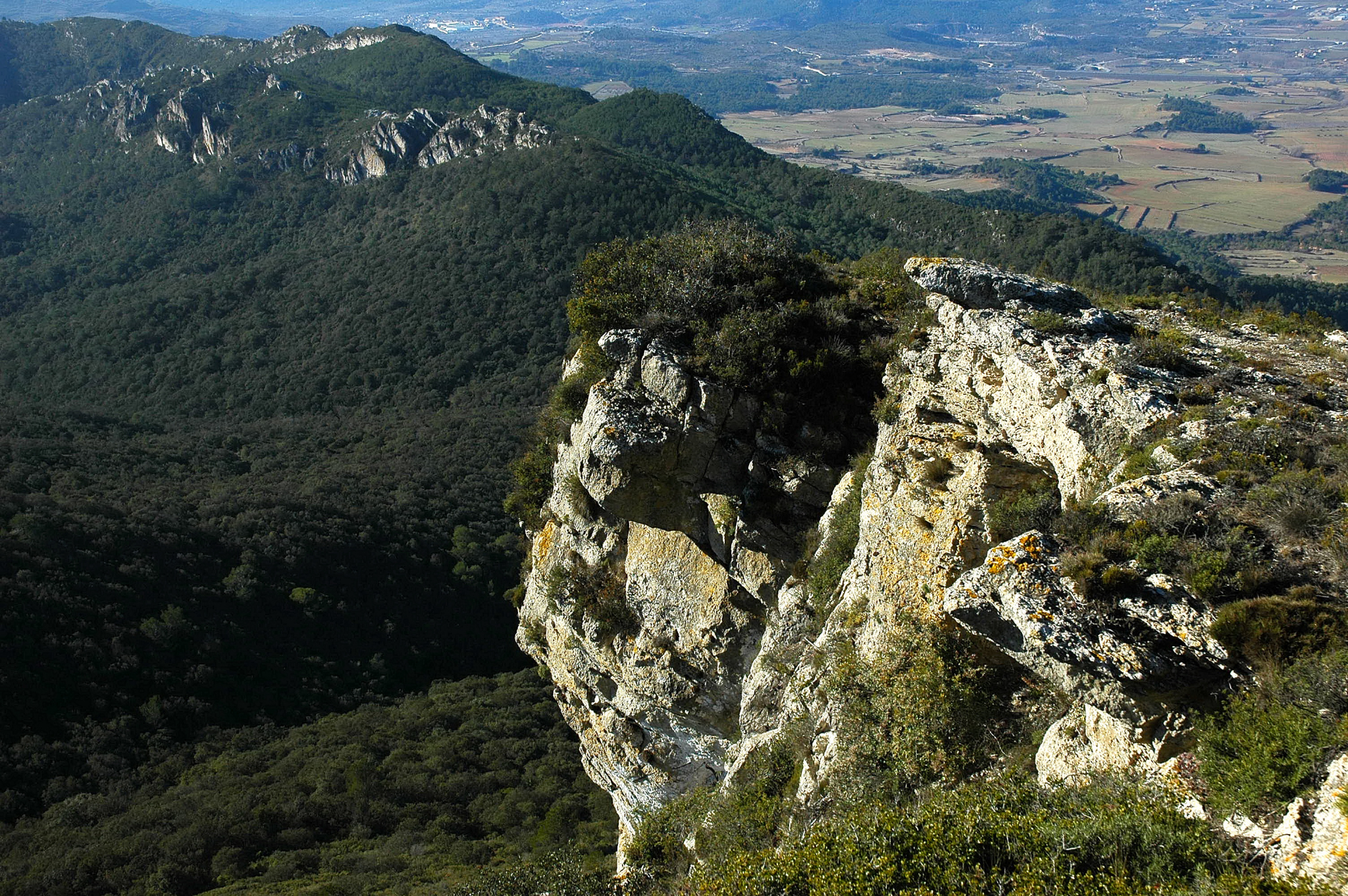
Serra al nord de l'Alt Camp

Aquesta topografia dificulta les comunicacions, excepte cap al sud. La línia ferroviària i la carretera de Reus a Montblanc aprofita l'estret de la Riba que ha obert el Francolí. La carretera de Tarragona a Lleida, que passa per Valls, puja pel coll de l'Illa. L'autopista de Lleida fa com unes muntanyes russes, entre el Penedès i el Segrià. Primer puja per salvar els relleus de la serra de Bonastre, al límit amb el Baix Penedès; després baixa fins a la depressió de Valls per ascendir suaument cap al nord, fins al peu de la serra de Miramar; s'enfila en un fort pendent entre la serra de Miramar i la serra del Cogulló; després de passar el coll de Cabra, baixa al fons de la Conca de Barberà. Abans d'arribar al Segrià, encara torna a pujar pels colls de l'Albi i Vinaixa.

## Hidrografia
Els rius Francolí i Gaià travessen l'Alt Camp de nord a sud. Tenen un curs paral·lel amb nombrosos afluents que baixen de les serres circumdants, que divaguen per la plana. Tots dos neixen més al nord de la comarca.

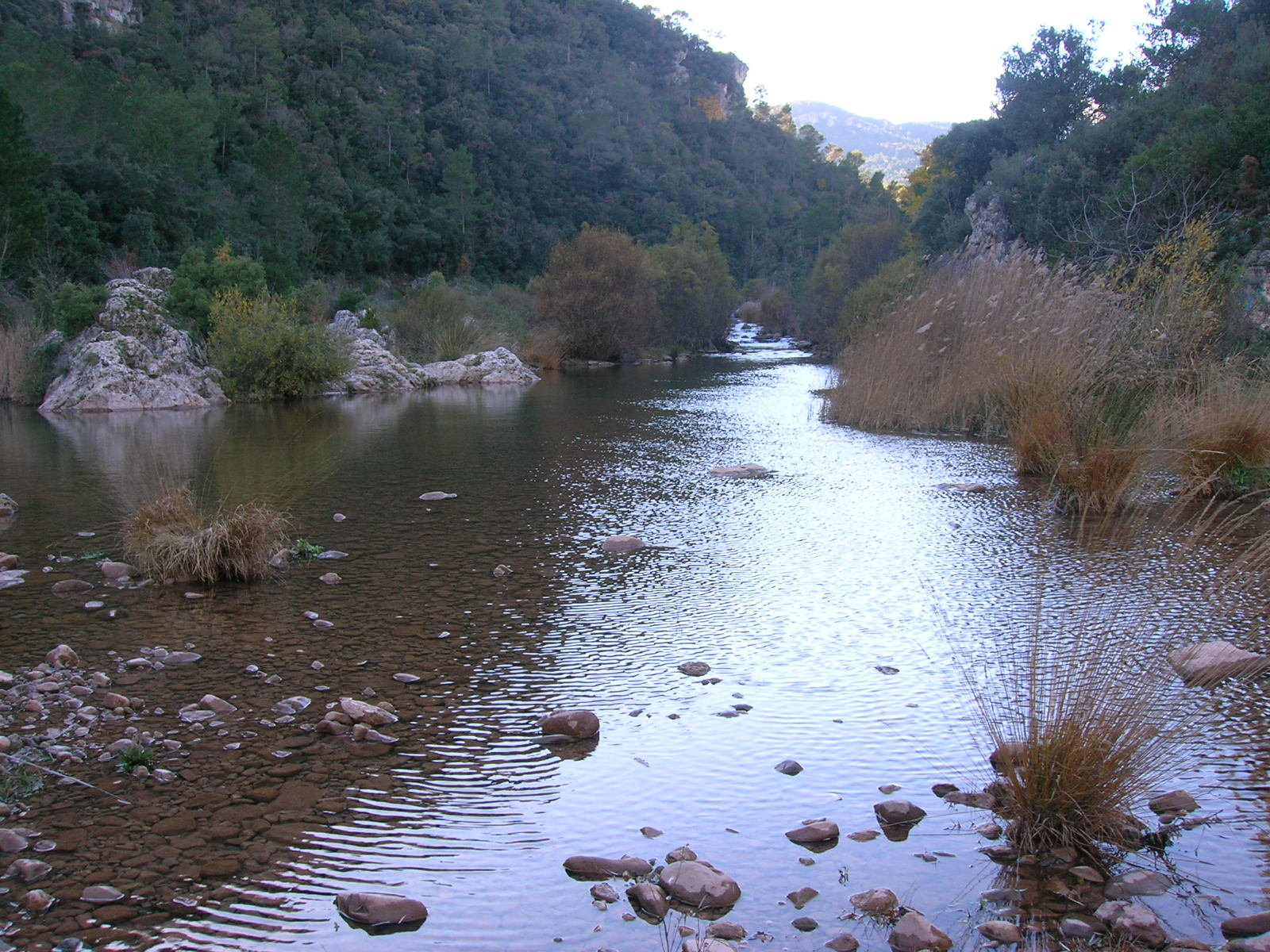
El Brugent abans de desembocar al Francolí

El Gaià entre les serres de Brufaganya i de Queralt entre les comarques de l'Anoia i Conca de Barberà. Travessa la plana del Pont d'Armentera, Querol, Aiguamúrcia i Vila-rodona. En deixar la comarca hi ha l'embassament del Gaià, ja al Tarragonès. Té nombrosos afluents que reben diferents noms comuns, com torrent, riu, barranc o rasa. El seu cabal és molt baix, i sovint va sec a causa, sobretot, de l'explotació dels nivells freàtics. Periòdicament sofreix inundacions, en moments de pluges sobtades i torrencials.
marc
Francolí té una conca més gran i penetra a l'Alt Camp pel congost de la Riba, d'onze quilòmetres de longitud, un dels estrets més característics i espectaculars que hi ha a la Serralada Prelitoral. Rep les aigües del Brugent del Francolí i del riu Glorieta per la dreta. El primer descendeix de les muntanyes de Prades; desguassa al Francolí just abans del congost de la Riba. Part del sector occidental de la comarca és drenada pel riu Glorieta, que desguassa al Francolí ja dins del Tarragonès. Per l'esquerra rep la riera de Sant Francesc, que passa per Valls, i el torrent de Vallmoll.

## Clima
L'Alt Camp té un clima mediterrani amb influència marítima. La topografia facilita la influència marítima i dificulta la penetració de les masses d'aire fred del nord i sec de l'oest. És com un gran amfiteatre obert al mar.

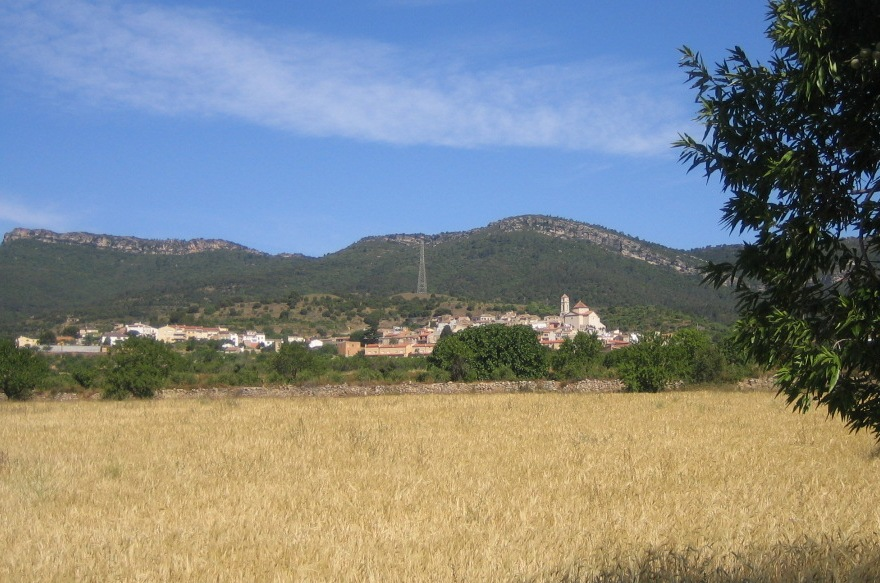
El cel blau i el camp de cereals signifiquen el clima de l'Alt Camp

Les temperatures mitjanes anuals oscil·len entre 13 i 16 °C, una mica menys en els vessants més enlairats. Són més baixes a mesura que ens endinsem cap a l'interior i a més altitud. Els hiverns són temperats, amb mitjanes mensuals de gener entre 4 i 8 °C. Les glaçades hi són escasses, més freqüents cap a l'interior i a més altitud. Els estius són secs i calorosos, amb mitjanes mensuals de juliol entre 22 i 24 °C.
Les precipitacions hi són escasses, amb mitjanes anuals entre 500 i 600 mm, un xic més abundoses als cims de les muntanyes de Prades. L'estiu és l'estació menys plujosa. Les precipitacions són més importants a la tardor. Sovint les pluges són torrencials, fet que provoca desbordaments en els cursos d'aigua.

## Vegetació

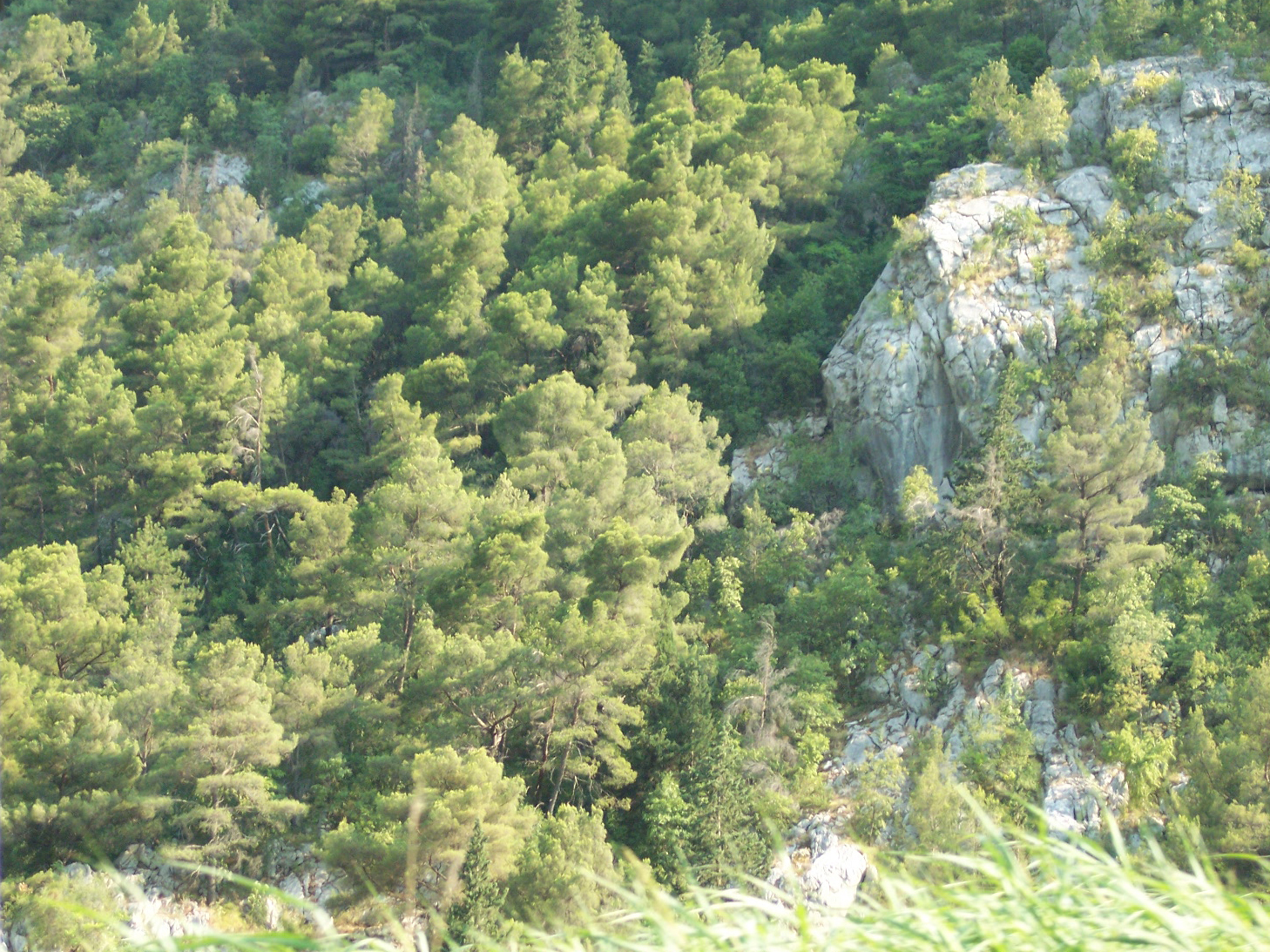
Pi blanc abundós a l'Alt Camp

La vegetació actual de la plana és escassa, a causa del predomini dels conreus. A les parts més baixes a prop dels rius hi predominen els joncs. Als vessants inferiors també hi predominen els conreus, però hi ha força brolles de romaní, garrigues (formades principalment pel coscoll, cues de cavall amb el pi blanc i els salzes). A la muntanya mitjana hi dominen les brolles i màquies amb pi blanc, amb sectors d'alzinar, àlbers i oms. Als vessants més humils i frescals hi ha també rouredes de roure valencià (o de fulla petita) amb pinassa.
La vegetació natural estaria constituïda sobretot per alzinars a gairebé tot el territori. A l'extrem nord-est segurament dominarien els carrascars. Els vessants enlairats són territori propi de les rouredes de roure valencià.
Bona part de les brolles i garrigues actuals provenen d'antics conreus de vinya, garrofer o olivera, que han estat abandonats en els darrers cents anys. Els incendis periòdics fan que aquestes comunitats arbustives es mantinguin. La tendència és, si el foc no la deté, l'evolució cap a boscos diferents segons el clima i els sòls.

## Població
L'Alt Camp és la comarca menys poblada de les tres que integren el Camp de Tarragona. És una comarca essencialment rural, amb un sol centre urbà de mida mitjana. Sens dubte, el territori de l'Alt Camp tingué una ocupació important en temps dels romans, per la proximitat de Tàrraco. La plana havia de ser el sector més romanitzat. Hi havia força vil·les romanes (Vila-rodona, Alcover). D'aquesta època, destaca el Columbari de Vila-rodona, de caràcter funerari, i les restes de l'aqüeducte romà que anava des del Pont d'Armentera fins a Tarragona, i passava per on ara hi ha Santes Creus, Vila-rodona, Puigpelat i Vallmoll.
Amb la desfeta de l'Imperi Romà hi hagué un fort despoblament, com també durant el domini musulmà. Com a la resta del Camp, la recolonització d'aquestes terres fou força tardana. Les muntanyes de Prades quedaren en poder dels sarraïns fins a mitjan segle xii. La plana devia estar ocupada, segurament, per extens i dens bosc.

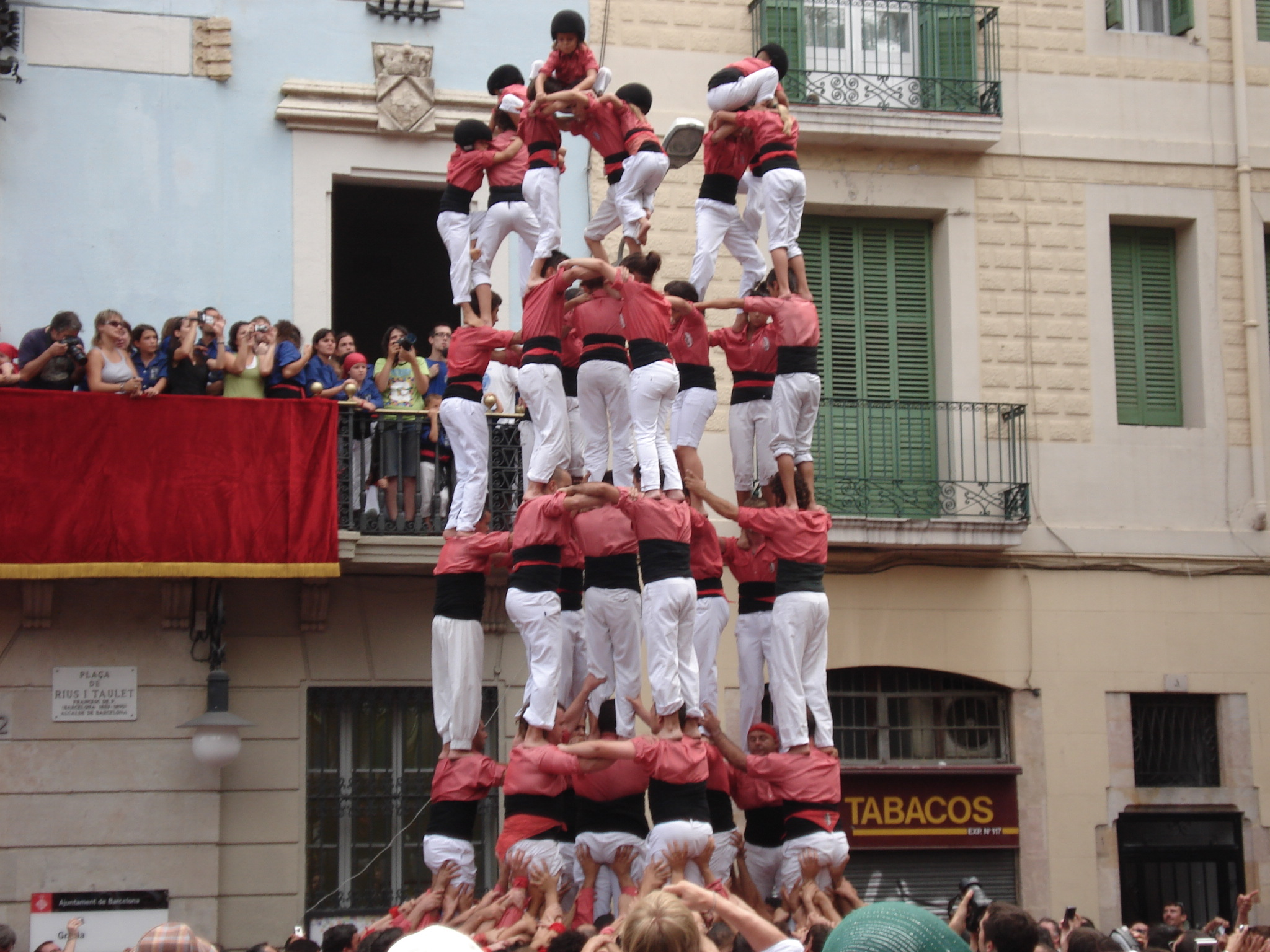
Valls, la capital de l'Alt Camp, i el seu emblema, Els Xiquets

A partir d'aquest moment s'inicia la recolonització per gent que procedeix de terres de més al nord. De mica en mica, la població augmenta i la plana és conreada de nou. Es calcula una població d'uns 7.000 habitants a mitjan segle xiv. La Pesta Negra afectà molt el territori d'aquesta comarca, ja que la darreria del segle xv hi havia una població que amb prou feines superava els 2.000 habitants. Ja en aquest moment Valls era centre demogràfic i econòmic indiscutible del pla.
Al llarg del segle xvi es viu un augment notable i es consoliden nombrosos pobles. Pel 1718 es calcula una població de 9.383 habitants, i pel 1787 de 25.443 habitants. En aquestes mateixes dates Valls té una població de 3.141 habitants i 8.209 habitants respectivament. Valls concentra el 32% del total comarcal el 1787. L'augment demogràfic ja no pararà fins a mitjan segle xix, almenys de forma global. Es pot considerar la segona meitat del segle xviii i primera del segle xix com el gran període de l'Alt Camp.
El primer cens modern (1857) dona una població de 38.507 habitants. El cens de 1860 registra 39.402 habitants. Aquest darrer dona la xifra màxima de població en la comarca al llarg de tota la seva història. En aquest moment, a l'Alt Camp hi ha una gran activitat agrícola i industrial (tèxtil, alimentària). Valls, amb 13.319 habitants, té gairebé el 34% de la població comarcal. En aquest moment ja s'insinua un període de decadència i Valls ja perd població respecte al cens anterior. Hi ha quatre municipis que tenen una població superior a 2.000 habitants (Alcover, el Pla de Santa Maria, Vila-rodona i Aiguamúrcia), i vuit municipis amb més de 1.000 habitants.
Com que no es disposa de dades concretes de la primera meitat del segle xix, és difícil precisar el moment de màxim demogràfic, encara que, segons els censos moderns, seria el 1860. A partir d'aquesta data, pràcticament tots els municipis van perdent població, fins i tot Valls. La localització marginal de la comarca, una mica separada de la línia de costa i dels grans eixos viaris, i l'absència de cursos d'aigua importants són factors que no afavoreixen pas una progressió econòmica i demogràfica.
Els gràfics de l'evolució de la població mostra clarament aquesta tendència. D'una comarca relativament força poblada i una capital també relativament important (el 1842 era la cinquena població poc poblada que té com a capital un nucli mitjà on resideix el 58% de la població comarcal).
Només faltava la plaga de la fil·loxera per accelerar el procés de despoblament ja generalitzat d'una comarca que no podia seguir el ritme d'industrialització de la resta del Camp. El 1900 Valls tenia 16.625 habitants, i cap altre municipi no superava els 2.000 habitants. Només eren set els que passaven del miler. A partir de 1920 la població de Valls s'estabilitza amb alguns petits alts i baixos. En canvi, el conjunt comarcal continuava descendint fins al 1960. Aleshores la població era de 27.629 habitants, dels quals Valls en tenia 11.886. A la capital vivia el 43% del total comarcal.
Durant les dues dècades següents la població comarcal es recupera lentament. Es detecta que la població de Valls augmenta més que el total comarcal. Això vol dir que el despoblament de la resta dels municipis és molt més elevat que el creixement de Valls. A conseqüència d'aquesta tendència, l'Alt Camp té en els últims 25 anys del segle xx, una plana força poblada i un entorn pràcticament desert des del punt de vista demogràfic. Valls, amb 19.577 habitants (1986), conté més de la meitat del total comarcal. El segon municipi és Alcover, amb 3.465 habitants. Només dos altres municipis (el Pla de Santa Maria i Vila-rodona) superen el miler.

## Economia

### Agricultura i ramaderia
L'agricultura al segle xviii es basava fonamentalment en la vinya, l'olivera i els cereals. Durant la segona meitat del segle xx, la vinya anà guanyant superfície i els cereals van anar retrocedint. La vinya s'estenia principalment pels municipis del centre i sud de la plana (Valls, Vallmoll, Vilabella i Vila-rodona). Els cereals predominaven sobretot cap al nord de la comarca Cabra del Camp. L'olivera es feia més aviat als vessants de la serra de Prades. En l'escàs regadiu hi havia hortalisses, cereals i cànem. Valls ocupava aleshores un segon lloc en el comerç de l'aiguardent, juntament amb Vilafranca del Penedès i Reus, que era al davant. Al llarg del segle xix la vinya s'estengué encara més.
Alguns municipis arriben a tenir més del 70% de la seva superfície conreada plantada de ceps (Bràfim, Nulles, Puigpelat, Vila-rodona i Vilabella). A d'altres, a la riba dreta del Francolí, on hi ha més regadiu, la vinya ocupa menys superfície, encara que gairebé sempre superava el 50% de la superfície conreada municipal (Alcover). Els sectors més septentrionals de l'Alt Camp són els que tenen menys vinya.
Aquesta extensió de les vinyes afecta molt el paisatge del Camp, sobretot per haver-se plantat en indrets on fins aleshores hi havia bosc o matollar. El conreu de la vinya s'enfila per vessants molt inclinats fins a pràcticament els cims gràcies a la construcció de feixes aguantades amb parets de pedra seca. A Vila-rodona, per exemple, les terres no conreades passen del 42% a la darreria del segle xviii a un 18%, i Valls del 28% a un 12% durant el màxim període.
La ciutat de Valls i altres nuclis es veieren afavorits per la instal·lació de fassines d'aiguardent. Tres quartes parts de la producció de vi es transformava en aiguardent, que era en bona part exportat a la resta dels països d'Europa i Amèrica.

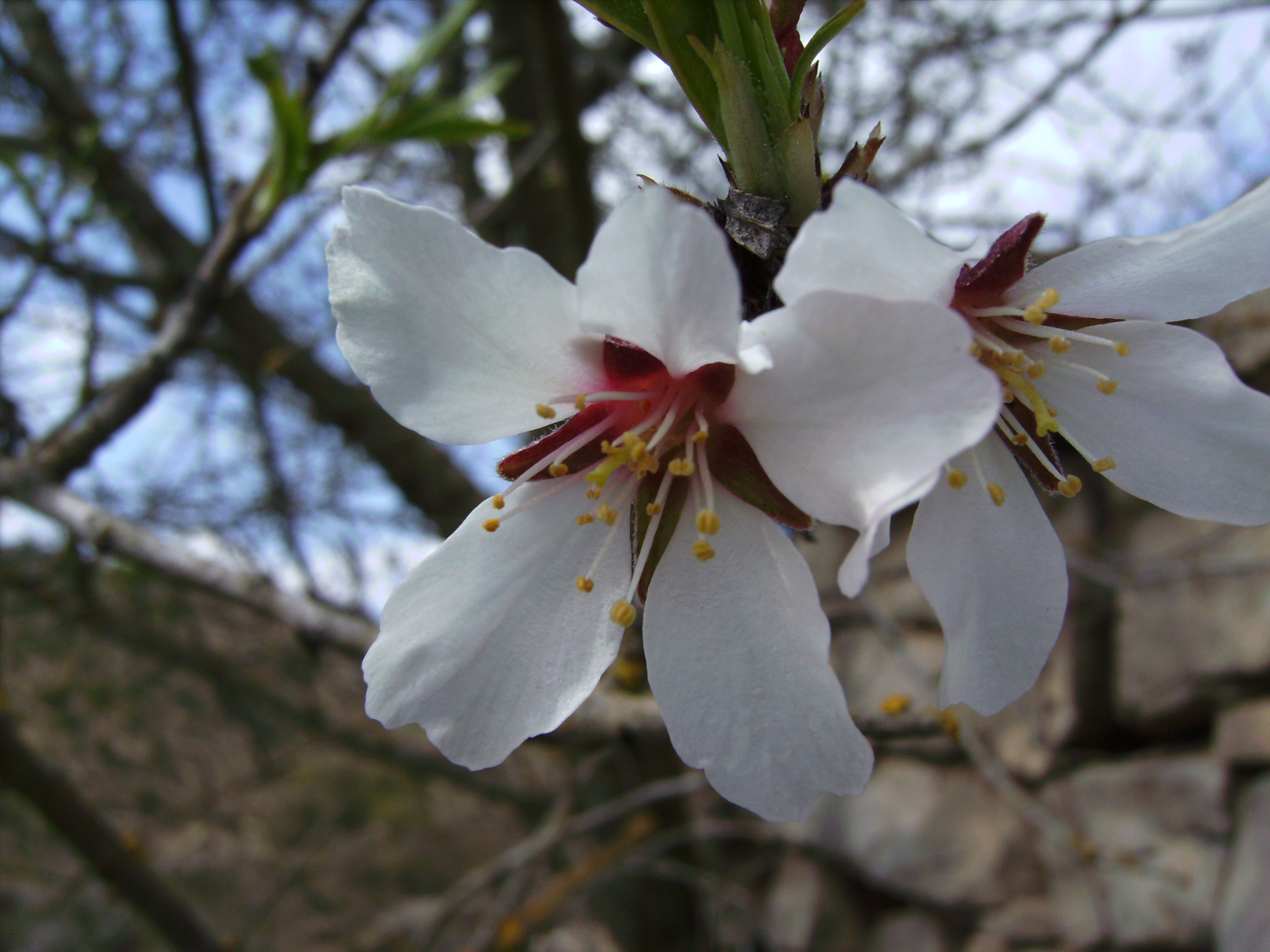
Flor d'ametller, fruit molt estimat a la comarca

Els cereals es mantenien en alguns municipis al nord de la comarca (el Pla de Santa Maria, Cabra del Camp, Aiguamúrcia i el Pont d'Armentera). El cereal més conreat era el blat, seguit de lluny de l'ordi, el sègol i la civada.
L'oliera també perd terreny, i només és important a la Riba i l'Alcover. L'avellaner encara ocupa un espai molt reduït en el conjunt comarcal. És plantat sobretot als vessants inferiors de les muntanyes i només el secà. Al llarg del segle xix l'avellaner experimenta un augment notable. L'ametller no s'estén d'una manera notable fins a la segona meitat del segle xix. Una tendència semblant té el garrofer, arbre que exigia poques atencions i subsistia en terres pobres.
Aquest esquema de la distribució dels conreus es veié modificat per l'entrada de la fil·loxera, al llarg de la darrera dècada del segle xix. Algunes terres es replantaren amb peus de ceps americans. D'altres es replantaren amb garrofers, avellaners i ametllers. D'altres, en fi, les terres més pobres s'abandonaren.
A finals del segle xx es conreaven unes 27.000 ha. gairebé la meitat de la superfície, en especial a la part central i oriental de la comarca (Aiguamúrcia, Vila-rodona, Nulles i Vilabella). L'ametller, en segon lloc, va anar substituint l'olivera. L'avellaner ocupa gairebé 4.000 ha. de les quals una bona part és regadiu.
La ramaderia és una activitat en el conjunt comarcal. En destaca només l'aviram (Valls, Cabra del Camp, la Masó) i el bestiar porcí (Valls, Vilabella i Alcover). Tenen una importància ben escassa la ramaderia bovina i ovina.

### Indústria

Molí paperer en l'escut de la Riba que mostra l'activitat industrial d'aquest sector en la zona

L'activitat industrial més activa en el moment de màxim econòmic de l'Alt Camp, entre 1750 i 1850, fou la tèxtil de cotó, al Pla de Santa Maria, Valls, Picamoixons, la Riba i Pont d'Armentera. Hi havia adoberies i aiguardents a Valls, i papereres a la Riba, Alcover, Valls, Vila-rodona, el Milà i el Rourell.
Durant la segona meitat del segle xix i primera del XX no es continua aquesta tradició industrial. A partir de la dècada de 1950 l'activitat industrial pren una nova embranzida. A finals del segle xx hi ha una indústria diversificada. El sector que ocupa més treballadors és la metal·lúrgia. Segueix a distància el del paper i arts gràfiques, el tèxtil el de la fusta i mobles i el ram de la construcció. Menys important són les indústries alimentària, química i de la confecció.
La indústria metal·lúrgica és la base industrial de l'Alt Camp; ocupa gairebé la meitat de la població industrial i és localitzada sobretot a Valls. El sector alimentari és constituït per petites empreses, ubicades principalment a Valls. El sector tèxtil, que ha perdut importància en els darrers anys, és a Valls, al Pla de Santa Maria, Vila-rodona, Pont d'Armentera i Vilabella. La indústria de la fusta i dels mobles és localitzada també a Valls. La indústria del paper és a la Riba i Alcover. La indústria química és a Valls i al Pla de Santa Maria. En materials per a la construcció destaquen algunes indústries de Valls i a les pedreres d'Alcover.

### Comunicacions
L'Alt Camp resta aïllat de les línies de comunicació bàsiques. La seva localització en un cul-de-sac no afavoreix pas l'establiment de vies principals. Fins a principis de la segona meitat del segle xx la carretera de Tarragona a Lleida era l'eix bàsic en les comunicacions, que era completat per la carretera del Vendrell i la de Reus a Montblanc. Els anys 1970 l'Alt Camp va estar afavorit per l'establiment de l'autopista AP-2, que enllaça l'AP-7 amb Lleida i Saragossa. L'autopista creua en diagonal el pla, amb dues sortides, l'una prop de Valls i l'altra al Pla de Santa Maria. Aparentment l'Alt Camp té una bona xarxa de ferrocarrils. Hi passa la línia de Barcelona a Lleida per Sant Vicenç de Calders, i la línia de Reus a Picamoixons, que enllaça amb l'anterior. Són línies que es remodelen constantment, però no tenen pas un trànsit gaire freqüent.
| Municipi               | Habitants |
| ---------------------- | --------- |
| Aiguamúrcia            | 930       |
| Alcover                | 5.144     |
| Alió                   | 458       |
| Bràfim                 | 695       |
| Cabra del Camp         | 1.175     |
| Figuerola del Camp     | 329       |
| Garidells, els         | 190       |
| Masó, la               | 280       |
| Milà, el               | 190       |
| Montferri              | 403       |
| Mont-ral               | 168       |
| Nulles                 | 509       |
| Pla de Santa Maria, el | 2.348     |
| Pont d'Armentera, el   | 488       |
| Puigpelat              | 1.163     |
| Querol                 | 518       |
| Riba, la               | 585       |
| Rodonyà                | 494       |
| Rourell, el            | 372       |
| Vallmoll               | 1.774     |
| Valls                  | 24.477    |
| Vilabella              | 729       |
| Vila-rodona            | 1.276     |
| Font: Idescat          |           |

## Demografia
| 1497 f | 1515 f | 1553 f | 1717  | 1787   | 1857   | 1877   | 1887   | 1900   | 1910   |
| ------ | ------ | ------ | ----- | ------ | ------ | ------ | ------ | ------ | ------ |
| 897    | 1.003  | 1.682  | 9.384 | 25.461 | 38.507 | 36.989 | 37.917 | 33.769 | 33.117 |

| 1920   | 1930   | 1940   | 1950   | 1960   | 1970   | 1981   | 1990   | 1992   | 1994   |
| ------ | ------ | ------ | ------ | ------ | ------ | ------ | ------ | ------ | ------ |
| 31.601 | 30.368 | 28.492 | 28.475 | 27.314 | 29.573 | 32.522 | 34.526 | 34.012 | 34.012 |

| 1996   | 1998   | 2000   | 2002   | 2004   | 2006   | 2008   | 2010   | 2012   | 2014   |
| ------ | ------ | ------ | ------ | ------ | ------ | ------ | ------ | ------ | ------ |
| 34.403 | 34.546 | 35.443 | 36.639 | 38.824 | 41.081 | 44.178 | 45.326 | 45.299 | 44.578 |

| 2016   | 2018   | 2020 | 2022 | 2024   | 2026 | 2028 | 2030 | 2032 | 2034 |
| ------ | ------ | ---- | ---- | ------ | ---- | ---- | ---- | ---- | ---- |
| 44.107 | 44.065 | -    | -    | 46.338 | -    | -    | -    | -    | -    |

## Monuments
Un dels monuments destacats de l'Alt Camp és el monestir de Santes Creus que està al municipi d'Aiguamúrcia. És un dels tres monestirs de la Ruta del Cister. Un altre monument és l'església de Sant Joan, que se situa al barri antic i a la plaça de l'Església de Valls. El seu campanar és el més alt de tota Catalunya.

## Política i govern

### Consell Comarcal

#### Composició històrica
| Candidatura | Candidatura | 1987 | 1991 | 1995 | 1999 | 2003 | 2007 | 2011 | 2015 | 2019 | 2023 |
|             | CiU/JUNTS   | 14   | 12   | 12   | 10   | 8    | 10   | 12   | 10   | 9    | 8    |
|             | PSC         | 5    | 4    | 5    | 4    | 8    | 7    | 5    | 3    | 2    | 3    |
|             | ERC         | 0    | 0    | 1    | 3    | 2    | 2    | 1    | 3    | 5    | 5    |
|             | CUP         |      |      |      |      |      |      | 1    | 2    | 2    | 1    |
|             | IND         | 0    | 3    | 1    | 2    | 1    | 0    | 0    | 1    | 1    | 2    |
| Total       | Total       | 19   | 19   | 19   | 19   | 19   | 19   | 19   | 19   | 19   | 19   |
| Fonts:      |             |      |      |      |      |      |      |      |      |      |      |

#### Llista de Presidents
| President                  | Inici | Fi   | Partit | Partit |
| Josep Vilanova Puigbó      | 1988  | 1991 |        | CiU    |
| Josep Fort Romeu           | 1991  | 1997 |        | CiU    |
| Carles Vidal Bové          | 1997  | 1999 |        | CiU    |
| Josep Jesús Escoda Anguera | 1999  | 2007 |        | CiU    |
| Carme Mansilla Cabré       | 2007  | 2011 |        | CiU    |
| Joan Josep Raventós Coral  | 2011  | 2015 |        | CiU    |
| Joan Maria Sanahuja Segú   | 2015  | 2023 |        | CiU    |
| Mateu Montserrat Miquel    | 2023  |      |        | Junts  |

### Organització territorial

#### Informe Roca
El Parlament de Catalunya va encarregar la revisió del mapa territorial a una comissió d'experts presidida per Miquel Roca amb la presència de quatre geògrafs. El gener del 2001 es va presentar l'Informe sobre la revisió del model d'organització territorial de Catalunya, conegut com l'Informe Roca. Aquest informe proposa diversos canvis a l'Alt Camp, que se situaria a la vegueria del Camp de Tarragona:
- Agregacions municipals per no arribar a 250 habitants:
  - Agregació d'El Milà i Mont-ral a Alcover.
  - Agregació de Figuerola del Camp al Pla de Santa Maria.
  - Agregació de Montferri a Rodonyà, i canvi de nom del municipi resultant per Rodonyà i Montferri.
- Municipis d'altres comarques a l'Alt Camp:
  - Masllorenç, del Baix Penedès.
  - El Montmell, només el nucli del Montmell, del Baix Penedès.
- Municipis de l'Alt Camp a altres comarques:
  - Els Garidells, al Tarragonès dins del municipi Perafort i els Garidells.
- Pedanies que canvien de municipi:
  - Valldossera i altres urbanitzacions de Querol, al municipi d'Aiguamúrcia.
  - Nucli urbà de Querol, al municipi d'El Pont d'Armentera.
  - Ordes, d'Aiguamúrcia, al municipi d'El Pont d'Armentera.